# Percnon gibbesi
Percnon gibbesi (H. Milne-Edwards, 1853), conosciuto comunemente come granchio corridore atlantico, è un granchio della famiglia Plagusiidae, originariamente diffuso nelle zone costiere di Atlantico e Pacifico, ma da alcuni anni segnalato anche nel mar Mediterraneo.

## Distribuzione e habitat
Percnon gibbesi è una specie diffusa lungo le coste tropicali dell'oceano Atlantico (dalla Florida al Brasile e dall'isola di Madera al Golfo di Guinea) e del Pacifico (dalla Bassa California al Cile settentrionale).
Nel 1999, in seguito alla tropicalizzazione del Mediterraneo, è stato segnalato per la prima volta anche nel mar Mediterraneo, nell'isola di Linosa. Dopo questa prima segnalazione è stato trovato anche nelle isole Baleari, a Pantelleria, a Malta, nelle isole Egadi in Sicilia, Sardegna, nelle isole di Ischia, in tutto l'arcipelago Pontino ed in altre località del mar Tirreno, nelle coste della Calabria, in quelle del Salento (Puglia), in Grecia, in Turchia ed in Libia. Al 2016 la colonizzazione del Mediterraneo da parte di questa specie può dirsi completa.
Popola gli anfratti rocciosi del piano infralitorale.

## Descrizione

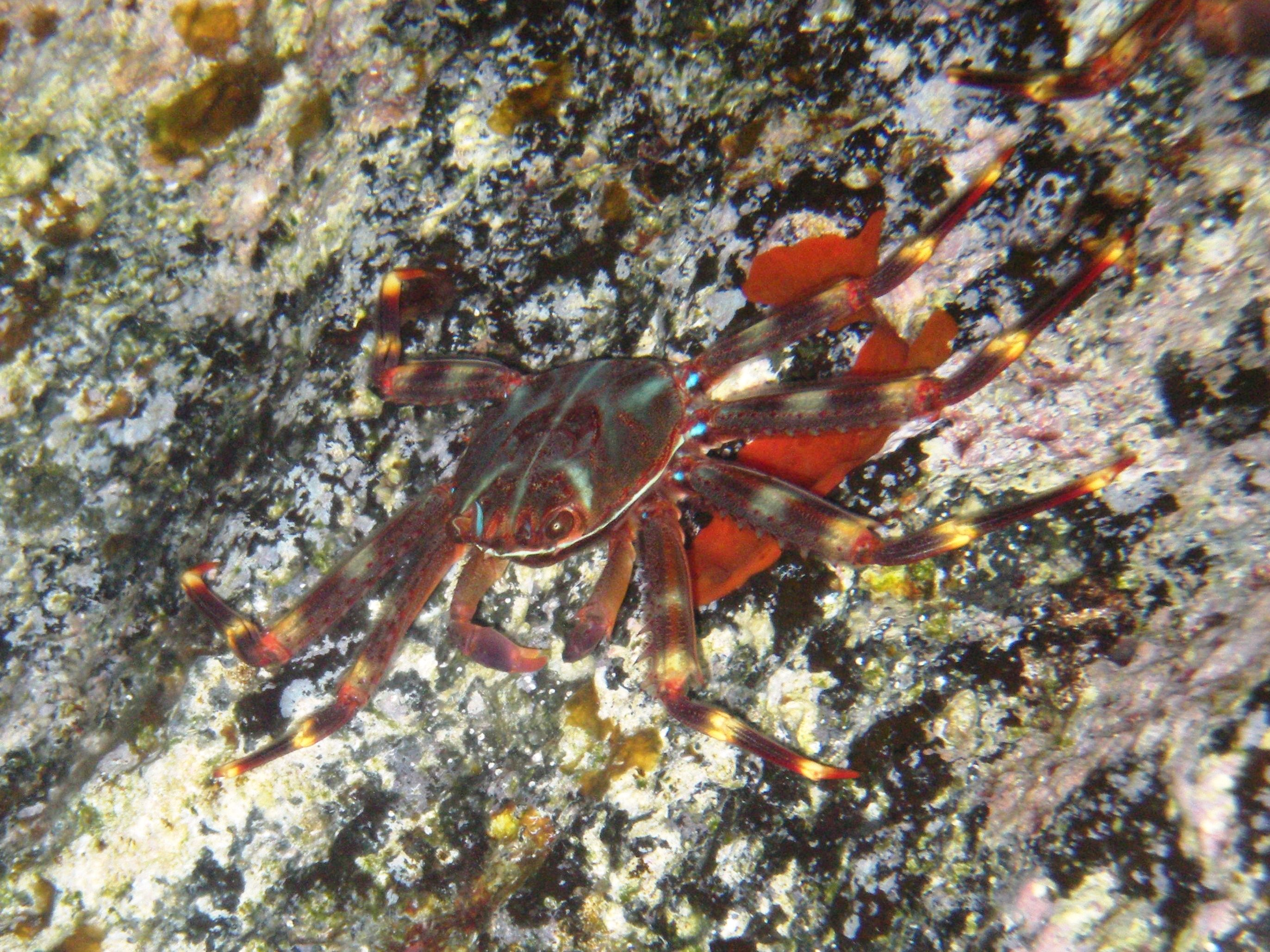
P. gibbesi

Presenta un carapace discoidale appiattito, che negli adulti raggiunge i 3–4 cm di diametro, di colore rosso-brunastro con venature azzurrastre. Le zampe, il cui margine anteriore è dotato di una fila di spine, presentano anelli giallastri in corrispondenza delle articolazioni. I massillipedi presentano anch'essi dei piccoli processi spinosi.

## Biologia
È una specie generalmente erbivora, o per meglio dire algivora, caratteristica che lo differenzia dalla maggior parte dei granchi del piano infralitorale del mar Mediterraneo e che almeno in parte ne spiega la facilità di propagazione in quest'area . Di recente però, vi sono alcuni avvistamenti che testimonierebbero anche la loro indole onnivora. Nelle coste della Sicilia, specialmente nelle spiagge fra Cefalù, Finale di Pollina e Tusa, non è raro vederli con piccoli pesci/altri crostacei, nelle grinfie delle loro chele. 
Nonostante le differenti abitudini alimentari è un potenziale competitore per alcune specie autoctone mediterranee quali Pachygrapsus marmoratus ed Eriphia verrucosa, con le quali condivide l'habitat.
Un recente studio ha dimostrato come il Ghiozzo Paganello (Gobius paganellus) sia in grado di predarlo in maniera efficiente, contribuendo quindi a ridurre l'abbondanza di questa specie invasiva.